# Siphoneugena occidentalis
Siphoneugena occidentalis là một loài thực vật có hoa trong Họ Đào kim nương. Loài này được D.Legrand miêu tả khoa học đầu tiên năm 1962.